# Thermosyntropha
Thermosyntropha è un genere di batterio appartenente alla famiglia delle Syntrophomonadaceae.